# Birgitta Eriksson
Naemi Birgitta Eriksson, född 16 juni 1948 i Alsters församling i Värmlands län, är en svensk politiker (socialdemokrat). Hon var ordinarie riksdagsledamot 2006–2010, invald för Västra Götalands läns västra valkrets.
I riksdagen var hon ledamot i riksdagens delegation till Interparlamentariska unionen 2008–2010 samt suppleant i arbetsmarknadsutskottet och skatteutskottet.
Eriksson är statsvetare och socionom, och har varit personalchef på Hyresgästföreningen.